# 枯叶
《枯叶》（芬蘭語：Kuolleet lehdet）是一部在2023年发行的芬兰喜剧剧情片，由阿基·郭利斯馬基编剧和执导。这是考里斯迈基第二十部长片，为其“无产阶级三部曲”的继续。该电影由阿尔玛·珀于斯蒂和尤西·瓦塔宁主演。
该电影选至第76屆坎城影展参加金棕榈奖的竞争，并于2023年5月22日在此首映。这是考里斯迈基的第五部角逐该奖项的电影。电影获得了評審團獎。电影代表芬兰角逐第96届奥斯卡金像奖最佳国际影片奖。

## 剧情
安萨单身住在赫尔辛基。她在一家超市工作，擔任無固定薪水的臨時工，一開始為货架补货，后来分类回收塑膠。一天晚上她碰巧另一个同样單身的酗酒工人霍拉帕。历经多难及误解，他们试著建立感情。最后霍拉帕戒酒了。这部电影被评论为悲喜剧。

## 演员
- 阿尔玛·珀于斯蒂 饰 安萨（Ansa）
- 尤西·瓦塔宁 饰 霍拉帕（Holappa）

## 制作
电影于2022年8月在赫尔辛基的卡利奥区开拍。